# Eutelia pyrastis
Eutelia pyrastis là một loài bướm đêm trong họ Noctuidae.